# Gorica na Medvedjeku
Gorica na Medvedjeku este o localitate din comuna Trebnje, Slovenia.